# 다라 (시리아)

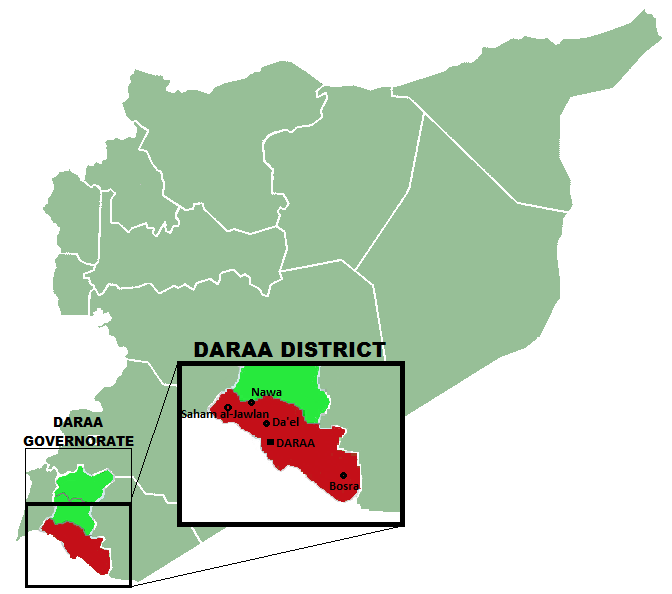
동명의 구 및 주에 위치한 다라 시의 위치.

다라(아랍어: درعا, Darʿā, Dara’a, Deraa, Dera, Derʿā)는 시리아 남서부에 위치한 도시로, 요르단과의 국경에서 북쪽으로 13 킬로미터 (8.1 mi) 떨어져 있다. 하우란 지역의 다라주 주도이다. 다마스쿠스에서 남쪽으로 90 킬로미터 (56 mi) 떨어진 다마스쿠스-암만 고속도로에 위치하여 여행객의 중간 기착지 역할을 한다. 인근 지역으로는 남동쪽에 움 알-마야젠과 나십, 동쪽에 알나이마, 북쪽에 아타만, 북서쪽에 알야두다, 남서쪽에 람타 (요르단)가 있다.
시리아 중앙 통계국에 따르면, 2004년 인구 조사에서 다라의 인구는 97,969명이었다. 2004년에 8개 지역을 포함하여 총 인구가 146,481명에 달하는 나히야 (하위 구역)의 행정 중심지이다. 주민들은 주로 수니 무슬림이다.
다라는 정부 반대 슬로건을 그린 그래피티를 그린 15명의 저명한 가문의 소년들이 체포된 후 "혁명의 요람"으로 알려지게 되었는데, 이는 2011년 시리아 혁명의 시작을 촉발시켰다.

## 역사

### 고대사
다라는 청동기 시대 후기로 거슬러 올라가는 고대 도시이다. 이집트 신왕국의 투트모세 3세(기원전 1490-1436년) 통치 시기 문서에 아타라아(Atharaa)라는 도시로 언급되었다. 히브리어 성경에서는 이를 에드레이(고대 히브리어: אֶדְרֶעִי Eḏreʿi)라고 부르는데, 바산의 수도이자 이스라엘 민족이 옥을 물리친 전투가 벌어진 곳이다. 유대 전승에 따르면, 엘닷과 메닷은 에드레이에 묻혔다.

### 고전 시대
셀레우코스 제국과 그 후 106년부터 로마 제국 시대에는 아드라아(Adraa, 코이네 그리스어: Ἀδράα)로 알려졌으며, 그 시대 주화에도 나타난다. 이 도시는 아라비아 페트라이아 주에 편입되었다.
3세기경에는 폴리스 또는 자치 도시의 지위를 얻었다. 로마 역사가 에우세비우스가 이 도시를 언급했다. 아드라아 동쪽 지역은 에비온파의 중심지였다. 아드라아 자체는 기독교 교구였다. 아드라아의 첫 번째 주교로 이름이 알려진 아라비오는 359년 셀레우키아 공의회에 참여했다. 우라니우스는 381년 제1차 콘스탄티노폴리스 공의회에, 프로클루스는 448년 에우티케스 반대 콘스탄티노폴리스 시노드와 451년 칼케돈 공의회에, 도리메니우스는 553년 제2차 콘스탄티노폴리스 공의회에 참석했다. 현재 더 이상 상주 주교구가 아니지만, 아드라아는 오늘날 로마 가톨릭교회에 의해 명목상 교구로 등재되어 있다. 또한 시리아 사막에서 수도원 및 선교 활동의 중심지였다.
614년, 사산 제국은 비잔티움-사산 전쟁 (602년-628년) 중에 아드라아를 약탈했지만 주민들은 살려주었다.

### 이슬람 시대
이븐 히샴과 아마드 이븐 야햐 알발라두리에 따르면, 9세기의 이슬람 예언자 무함마드의 전기 작가들은 유대 부족인 바누 나디르와 바누 카이누카가 메디나에서 추방된 후 초기 이슬람 정복 시기에 알려졌던 아드리아트(Adhri'at)로 이주했다고 한다. 그러나 역사학자 모셰 샤론은 이것이 유대인이나 초기 이슬람 자료에는 나타나지 않는다고 말한다. 시리아 팔레스티나와 메소포타미아 하류의 주요 유대인 중심지 사이에 위치한 아드리아트는 7세기 초에 많은 유대인 인구를 가지고 있었고 유대인 학문의 장소로 사용되었다. 그 주민들은 나팔절 전에 매년 불을 피워 메소포타미아의 유대인 공동체에 새해의 시작을 알렸다.
초기 무슬림 역사가 알-발라두리는 아드리아트가 629년 무타 전투 이후 무슬림 군대에 의해 정복되어 지즈야를 지불해야 했던 도시 중 하나로 기록한다. 그러나 동시대 자료들은 아드리아트가 634년 아부 바크르의 칼리파국 시대에 라시둔 군대에 의해 정복되었다고 주장한다. 아드리아트 주민들은 제2대 칼리프 우마르가 도시를 방문했을 때 "칼과 스위트바질을 들고 춤을 추며" 그의 도착을 환영했다고 한다. 라시둔과 우마이야 칼리파국 시대 내내, 이 도시는 더 큰 군드 디마슈크("다마스쿠스 군사 지구")의 일부인 알-바타니야 하위 지구의 수도 역할을 했다.
906년, 반란을 일으킨 카르마트파의 습격으로 주민들이 학살되었다. 10세기 후반 지리학자 알무카다시는 아바스 칼리파국 시대에 아드리아트가 사막 가장자리의 주요 행정 중심지였다고 언급했다. 그는 이 도시가 요르단 군드 지구의 일부였으며, 그 영토가 "마을로 가득 차 있었고" 야르무크강 남쪽의 제라시 지역을 포함했다고 주장했다.
초기 이슬람 시대 내내 이곳은 다마스쿠스와 메디나를 잇는 하즈 대상단의 전략적 기착지이자 중앙 시리아로 가는 관문 역할을 했다. 십자군은 예루살렘의 보두앵 2세 통치 시기인 1118년에 아드라툼으로 알려졌던 아드리아트를 일시적으로 점령했다.
야쿠트 알하마위에 따르면, 13세기 초 아이유브 술탄국 시대에 아드리아트는 "그곳 출신의 많은 학자들로 유명했다"고 한다. 맘루크 술탄국과 오스만 제국 치하에서도 도시는 그 중요성을 유지했다. 1596년 다라는 오스만 세금 기록에 마디나트 이드라아(madinat Idra'a)로 나타나며, 오스만령 시리아의 하우란 산자크에 있는 부타이나(바타니야) 나히야의 일부였다. 당시 무슬림 인구는 120가구와 45명의 독신 남성으로 구성되었다. 밀, 보리, 여름 작물, 염소 및 벌통에 40%의 세율이 부과되었으며, 총 26,500 아크체가 징수되었다.
1838년, 엘리 스미스는 다라를 알샤이흐 마스킨 남쪽 누크라(남부 하우란 평원)의 무슬림, 가톨릭, 그리스 정교회 마을로 기록했다.

### 현대 시대
헤자즈 철도 건설 이후 다라는 철도의 주요 교차점이 되었다. T. E. 로런스는 그의 책 《지혜의 일곱 기둥》과 한 군 동료에게 보낸 편지에서 자신이 다라에서 오스만 군대에 붙잡혀 현지 베이와 그의 경비원들에게 구타당하고 성적으로 학대당했다고 말한다. 메기도 전투 (1918년) 동안 로런스는 아랍 반란을 이끌고 마프라크에서 남부 철도, 텔 아라르에서 북부 철도, 메제립에서 서부 철도를 끊었다. 1918년 9월 27일, 아랍 북부군은 후퇴하는 오스만 군으로부터 다라를 점령했다.
다라는 요르단과의 국경 근처에 있는 시리아 최남단 도시이자 다마스쿠스와 암만 사이의 주요 중간 지점이다.
1963년 시리아 쿠데타 이후 시리아의 바트당이 집권하자, 신임 내무부 장관 아민 알하피즈는 압드 알-라흐만 알-클레이파위를 1965년까지 다라 주지사로 임명했다.
시리아 내전 이전에 다라는 이 지역의 물 부족으로 고통받았으며, 정부의 지원 부족으로 악화된 가뭄 때문에 북동부 지역을 떠나야 했던 국내 피난민의 유입으로 어려움을 겪고 있었다.

#### 내전

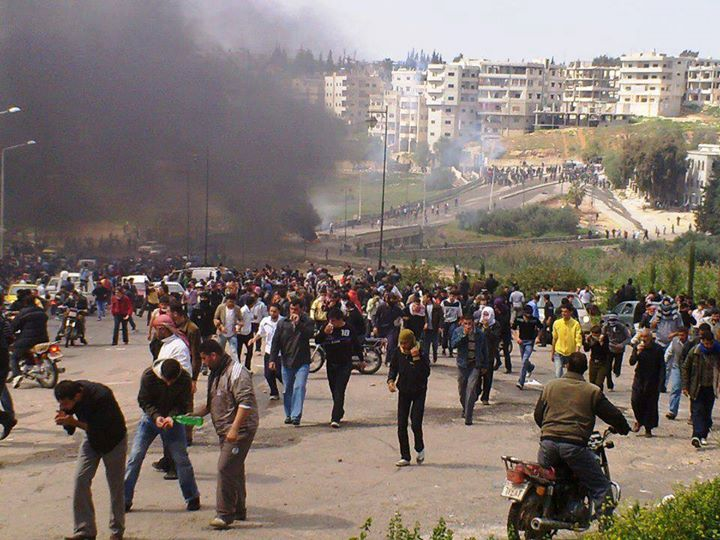
2013년 시위

다라는 아랍의 봄 시위의 일환으로 바샤르 알아사드 대통령이 이끄는 정부에 대항하는 시리아 혁명이 시작될 때 수십만 명의 사람들이 시위하면서 중요한 역할을 했다. 봉기는 2011년 3월 6일, 학교 담벼락에 알아사드 정부를 비난하는 낙서를 한 최소 15명의 청소년이 체포되어 고문을 당하면서 촉발되었다. 구금된 청소년들의 가족과 친구들, 그리고 수만 명의 지역 주민들이 3월 18일 거리를 행진하며 이들의 석방을 요구했다. 활동가들에 따르면, 이 시위는 시리아 보안군이 시위대에 발포하여 4명을 살해하면서 진압되었다. 시위는 매일 계속되었다.
이 기간 동안 시내의 지방 법원, 바트당 본부, 그리고 알아사드 대통령의 사촌인 라미 마클루프가 소유한 시리아텔 건물이 불에 탔다. 이어서 시리아 전역에서 폭력이 계속되고 심화되면서 정부의 도시 공격이 뒤따랐다. 2011년 4월 25일, 시리아군은 시위대에 대한 진압 작전으로 다라 포위전을 시작했다. 이 작전은 2011년 5월 5일까지 계속되어 수만 명의 지역 주민이 사망하거나 체포되었다.
2012년 2월 16일, 시리아군이 다라를 공격하여 도시를 심하게 포격했다고 보도되었다. 이는 분명히 "다라가 봉기에서 그 역할을 되찾고 있었기 때문이었다. 시위가 재개되었고 자유 시리아군은 도시 일부 지역에서 시위에 대한 보안을 제공했다"는 이유에서였다. 이 공격은 보안군이 "최근 몇 주 동안 잃었던 지역을 되찾기 위한" 움직임의 일환이었으며, 이는 다라의 자유 시리아군이 도시 일부를 장악했음을 시사한다. 보안군은 최소 세 개 지구를 공격했지만, 자유 시리아군 전투원들은 시리아군 도로 차단선과 보안 경찰 및 민병대가 주둔한 건물에 발포하며 맞섰다.  2012년 3월 14일, 자유 시리아군은 다라 시의 최소 한 개 주요 지구(알발라드 지구)를 통제하게 되었고, 이에 시리아군은 대공포로 해당 지구를 공격했다.
2017년 6월 초, 다라의 대부분이 장기적인 전투로 파괴되었다고 보도되었다. 2018년 7월 12일, 시리아군과 반군 사이에 며칠간의 격렬한 충돌 끝에 다라 전투가 종료되었으며, 일부 반군은 화해 조건에 동의했다. 시리아군은 도시를 완전히 되찾았다.
2020년 3월 다라 충돌과 2021년 다라 공세는 시리아군의 승리로 끝났다. 이후 시리아 정부는 도시를 완전히 탈환하고, 국가 기관을 재설립했으며, 화해 절차를 다시 시작했다.
2024년 12월 6일, 지역 반군이 도시를 점령하기 위한 공세를 시작했다. 도시 자체를 포함한 주의 90%가 그들의 통제하에 들어갔다.

## 지리
이 도시에는 다라 캠프로 알려진 팔레스타인 난민 캠프도 있다.
이 도시는 북부인 다라 알-마하타와 남부인 다라 알-발라드로 나뉜다.

### 기후
다라는 쾨펜의 기후 구분에 따르면 한랭 스텝 기후(BSk)에 속한다.
| Dara'a (1972–2004)의 기후 | Dara'a (1972–2004)의 기후 | Dara'a (1972–2004)의 기후 | Dara'a (1972–2004)의 기후 | Dara'a (1972–2004)의 기후 | Dara'a (1972–2004)의 기후 | Dara'a (1972–2004)의 기후 | Dara'a (1972–2004)의 기후 | Dara'a (1972–2004)의 기후 | Dara'a (1972–2004)의 기후 | Dara'a (1972–2004)의 기후 | Dara'a (1972–2004)의 기후 | Dara'a (1972–2004)의 기후 | Dara'a (1972–2004)의 기후 |
| 월                        | 1월                       | 2월                       | 3월                       | 4월                       | 5월                       | 6월                       | 7월                       | 8월                       | 9월                       | 10월                      | 11월                      | 12월                      | 연간                      |
| ------------------------- | ------------------------- | ------------------------- | ------------------------- | ------------------------- | ------------------------- | ------------------------- | ------------------------- | ------------------------- | ------------------------- | ------------------------- | ------------------------- | ------------------------- | ------------------------- |
| 일평균 최고 기온 °C (°F)  | 13.3 (55.9)               | 14.7 (58.5)               | 18.0 (64.4)               | 23.6 (74.5)               | 28.5 (83.3)               | 31.3 (88.3)               | 32.6 (90.7)               | 32.6 (90.7)               | 31.3 (88.3)               | 27.8 (82.0)               | 21.0 (69.8)               | 15.2 (59.4)               | 24.2 (75.5)               |
| 일일 평균 기온 °C (°F)    | 8.3 (46.9)                | 9.4 (48.9)                | 12.0 (53.6)               | 16.5 (61.7)               | 20.5 (68.9)               | 23.6 (74.5)               | 25.5 (77.9)               | 25.6 (78.1)               | 23.9 (75.0)               | 20.3 (68.5)               | 14.4 (57.9)               | 9.9 (49.8)                | 17.5 (63.5)               |
| 일평균 최저 기온 °C (°F)  | 3.2 (37.8)                | 4.0 (39.2)                | 6.0 (42.8)                | 9.3 (48.7)                | 12.5 (54.5)               | 15.8 (60.4)               | 18.3 (64.9)               | 18.6 (65.5)               | 16.5 (61.7)               | 12.8 (55.0)               | 7.8 (46.0)                | 4.6 (40.3)                | 10.8 (51.4)               |
| 평균 강수량 mm (인치)     | 60.9 (2.40)               | 49.4 (1.94)               | 42.3 (1.67)               | 15.2 (0.60)               | 3.4 (0.13)                | 1.0 (0.04)                | 0.0 (0.0)                 | 0.0 (0.0)                 | 0.4 (0.02)                | 9.4 (0.37)                | 22.9 (0.90)               | 45.9 (1.81)               | 250.8 (9.88)              |
| 평균 강수일수             | 10                        | 11                        | 7                         | 4                         | 1                         | 0                         | 0                         | 0                         | 0                         | 2                         | 5                         | 8                         | 48                        |
| 출처: WMO                 |                           |                           |                           |                           |                           |                           |                           |                           |                           |                           |                           |                           |                           |